# Amílcar Silva
Amílcar Silva, né le 18 juillet 1999 à Troyes, est un footballeur portugais qui évolue au poste d'arrière gauche au FK Liepāja.

## Biographie

### Débuts et formation
Amílcar Silva, né le 18 juillet 1999 à Troyes, débute le football à l'AS Monaco en 2004 ou  il évoluera dans un premier temps avec les équipes jeunes du club monégasque jusqu'a rejoindre en 2016 les U19 de Monaco ou il participera durant trois saisons à l'UEFA Youth League pour un total de 15 matchs, puis en 2018 il rejoindra les U21 du club où il disputera notamment 39 matchs pour trois buts et une passe décisive en National 2 durant cinq saisons. 

### CS Sedan Ardennes
Le 20 juin 2022, Amílcar Silva signe au CS Sedan Ardennes.
Le 29 août 2022, Silva effectue son premier match avec le CS Sedan Ardennes contre le Red Star FC (défaite 2-0).
Le 17 mars 2023, lors de la 25e journée de National contre l'US Orléans, Amílcar Silva effectue sa première passe décisive avec le CS Sedan Ardennes pour Alexandre Ramalingom (en), (match nul 2-2). Il disputera au total 27 matchs pour 2 passes décisives avec le club ardennais.

### FC Sochaux-Montbéliard
Le 1er septembre 2023, Amílcar Silva s'engage avec le FC Sochaux-Montbéliard, il paraphe un contrat allant jusqu'en 2025.
Le 8 septembre 2023, Amílcar effectue son premier match avec le FC Sochaux-Montbéliard contre le SAS Épinal (victoire 3-0). Le 15 septembre 2023, lors de la sixième journée de National contre le FC Martigues, Amílcar Silva effectue sa première passe décisive avec le FC Sochaux-Montbéliard pour Issouf Macalou (en) (victoire 2-1).  

### Prêt à l'US Concarneau
Le 27 janvier 2025, Amílcar Silva est prêté à l'US Concarneau sans option d’achat, pendant six mois,.
Le 31 janvier 2025, Amílcar effectue son premier match avec l'US Concarneau contre Aubagne FC (victoire 2-0). 

### Parcours en sélection
Amílcar Silva est international junior portugais ayant joué pour le Portugal -19 ans, Portugal -20 ans pendant l'année 2018 pour un total de quatre matchs jouées.

## Statistiques
| Saison                | Club                   | Championnat           | Championnat | Championnat | Championnat | Coupe(s) nationale(s) | Coupe(s) nationale(s) | Coupe(s) nationale(s) | Total | Total | Total |
| Saison                | Club                   | Division              | M.          | B.          | P.d.        | M.                    | B.                    | P.d.                  | M.    | B.    | P.d.  |
| 2017-2018             | AS Monaco rés.         | National 2            | 4           | 0           | 0           | -                     | -                     | -                     | 4     | 0     | 0     |
| 2018-2019             | AS Monaco rés.         | National 2            | 17          | 1           | 0           | -                     | -                     | -                     | 17    | 1     | 0     |
| 2019-2020             | AS Monaco rés.         | National 2            | 5           | 0           | 0           | -                     | -                     | -                     | 5     | 0     | 0     |
| 2020-2021             | AS Monaco rés.         | National 2            | 2           | 0           | 0           | -                     | -                     | -                     | 2     | 0     | 0     |
| 2021-2022             | AS Monaco rés.         | National 2            | 11          | 2           | 1           | -                     | -                     | -                     | 11    | 2     | 1     |
| Sous-total            | Sous-total             | Sous-total            | 39          | 3           | 1           | 0                     | 0                     | 0                     | 39    | 3     | 1     |
| 2022-2023             | CS Sedan-Ardennes      | National              | 27          | 0           | 2           | 0                     | 0                     | 0                     | 27    | 0     | 2     |
| 2023-2024             | FC Sochaux-Montbéliard | National              | 23          | 0           | 3           | 4                     | 0                     | 0                     | 27    | 0     | 3     |
| 2024-2025             | FC Sochaux-Montbéliard | National              | 1           | 0           | 0           | 1                     | 0                     | 0                     | 2     | 0     | 0     |
| Sous-total            | Sous-total             | Sous-total            | 24          | 0           | 0           | 5                     | 0                     | 0                     | 29    | 0     | 0     |
| 2024-2025             | US Concarneau (prêt)   | National              | 14          | 0           | 0           | -                     | -                     | -                     | 14    | 0     | 0     |
| Total sur la carrière | Total sur la carrière  | Total sur la carrière | 104         | 3           | 6           | 5                     | 0                     | 0                     | 109   | 3     | 6     |